# Pingasa distensaria
Pingasa distensaria là một loài bướm đêm trong họ Geometridae.